# كليو هيل
كليو هيل (بالإنجليزية: Cleo Hill)‏ مواليد 24 أبريل 1938 في نيوآرك - الوفاة 10 أغسطس 2015، كان لاعب كرة سلة أمريكي. بدأ مسيرته الاحترافية في سنة 1961. تم اختياره من قبل فريق أتلانتا هوكس خلال الدرافت. بلغ طوله 6 قدم 1 بوصة (1.9 م). اعتزل اللعب في 1968.

## روابط خارجية
- كليو هيل على موقع إن بي أي (الإنجليزية)
- كليو هيل على موقع سبورتس رفرنس (الإنجليزية)
- كليو هيل على موقع ريلجم (الإنجليزية)
- كليو هيل على موقع بروبوليرز (الإنجليزية)
- كليو هيل على موقع قاعة المشاهير الجامعة الوطنية لكرة السلة (الإنجليزية)